# 핀수영
핀수영(영어: Finswimming)은 모노핀(영어: Monofin) 또는 바이핀(영어: Bifin)을 양발에 차고 본질적으로 허리의 힘만을 이용하여 앞으로 나아가는 수중 스포츠의 한 종류이다. 핀수영과 일반 수영과의 차이는 크게 3가지이다. 첫 번째 핀수영은 수영장 경기와 저수지, 바다, 강 등에서 이루어지는 오프워터 경기로 나뉘며 일반수영 대회는 수영장 경기만 이루어진다. 두 번째 차이는 장비에 있다고 볼 수 있다. 일반수영은 인간의 기본적인 신체조건을 이용하지만, 핀수영은 여기에 추진장치인 모노핀, 짝핀과 숨을 쉬도록 하는 스노클(호흡잠영시 공기통)등의 도구를 이용하여 유발되는 스피드에 있다고 할 수 있다. 세 번째 핀수영의 매력이라면 단연 크고 힘찬 역동적 동작에서 나오는 빠른 스피드이다. 이 스피드는 모노핀에서 나오는 추진력을 말하며, 모노핀 수영은 돌고래가 물을 가르는 모양의 돌핀킥이 가장 많이 이용된다.

## 유래
인간이 숨을 참고 잠수하는 능력은 인간의 진화와 과학의 발달이 더불어 발전해왔다. 특히 사냥시에 잠수능력을 증진시키기 위해 폴리네시안 어부들은 나무잎으로 핀을 만들어 사용하였다. 이후, 근대적인 핀의 탄생은 1920년대 Corlieu라는 프랑스 대위가 군사적인 목적으로 고무재질의 핀을 만든것이다. 1950년대에 들어 수중 스포츠를 육성하는 각 나라 협회들이 창설됨과 함께 CMAS(Conferderation Mondial des Activities Subaquatiques)(세계수중연맹)의 출현으로 핀수영 개발이 가속화되었다. 그결과 1960년대 후반 첫 공식적인 유럽 핀수영선수권대회가 열렸다. 1970년대 초반에 핀자체의 재질 향상과 영범의 규격화가 이루어졌다. 핀의 초기 재질중 하나인 쇠판은 화이버 글라스로 대체되었고, 모노핀이 출현하게 되었다. 이 모노핀은 핀수영의 개념을 재정립하였다. 모노핀의 출현 이전에는 흔히 자유형(또는 크롤 영법)의 기술을 사용해왔으나, 출현 이후 돌고래가 물을 가르는 모양의 돌핀킥이 가장 많이 이용된다. 국내에선 1981년에 대한수중협회가 창설됨에 따라 수중 스포츠, 특히 핀수영을 보급하여 세계적으로 수준급의 기량을 보이는 선수들을 많이 양성하고 있다

## 경기종목
핀수영이 행해지는 곳은 수영장과 오픈워터 즉 강이나 바다이다. 기록이 공인되는, CMAS에서 인정하는 경기들은 크게 수영장경기, 잠영경기, 장거리경기(오픈워터)로 나누며, 남녀 개인경기, 단체경기, 계영경기로 구분된다. 수영장경기는 다시 표면경기·계영으로, 잠영경기는 호흡잠영(스쿠버잠영)경기·무호흡잠영경기로 나눈다.

### 공식 수영장 규격
핀수영 수영장경기와 잠영경기가 열리는 공식수영장은 길이 50m, 너비 최소 21m, 수심 1.8m 이상이어야 하며 레인 수는 8개, 레인의 너비는 2.5m, 1번과 8번 레인 양 바깥쪽에는 벽과 50cm 이상의 공간이 있어야 한다. 출발방법과 반환점을 도는 방식은 일반 자유형수영에서와 같으며, 일반적으로 플립턴(영어: Flip-turn)을 사용한다.

### 경기 종목
기록이 공인되는 거리와 종목은 수영장경기의 경우 50m·100m·200m·400m·800m·1,500m·1,850m의 표면경기, 4x50m, 4x50m(혼성계영),4x100m, 4x100m(혼성계영),4x200m의 계영이 있고 잠영경기의 경우 100m·400m·800m의 호흡잠영경기, 스쿠버를 사용하지 않는 50m 무호흡잠영경기가 있다. 강, 호수, 바다와 같은 자연환경에서 행하는 장거리수영은 거리가 3,000~8,000m까지 다양하나 기록은 공인되지 않는다.

### 대회 종류
대회는 수영장대회와 오픈워터 대회로 나뉜다.

#### 국제 대회
- 세계핀수영선수권대회// 주최: CMAS

- 세계장거리핀수영선수권대회

- 세계청소년핀수영선수권대회

- 아시아핀수영선수권대회//주최: Asia CMAS

#### 국내 대회
- 전국학생핀수영선수권대회(수영장)

- 이충무공배전국핀수영선수권대회(수영장)

- 인석배 겸 전국종별핀수영선수권대회(수영장)

- 회장기전국핀수영선수권대회(수영장)

- 전국체육대회 수중경기(수영장)

- 전국장거리핀수영선수권대회(오픈워터)

- 전국수중경기대회(오픈워터)
- 국가대표선발전(수영장)
- 청소년대표선발전(수영장)

## 기술
핀수영의 영법에는 큰 제한이 없었어서 다양한 형태의 영법이 가능 했었지만, 최근 돌핀킥을 제외한 영법은 모두 실격 처리가 된다. 현재까지의 핀수영 영법의 개발결과 모노핀을 신고 물개나 돌고래와 흡사한 형태로 수영하는 돌핀킥이 가장 빠른 기록을 보여 주고 있다. 그러므로 돌핀킥의 기본이되는 접영발차기를 마스터한 후에 핀수영을 시작하는 것이 보다 쉽게 배울 수 있다. 모노핀을 신고 발차기하는 것은 많은 힘을 필요로 하며, 처음부터 크고 딱딱한 물갈퀴를 사용하면 발목, 무릎, 허리부분에 운동 상해를 입을 수 있으므로 어린이나 초보자는 작고 부드러운 핀부터 시작하여 근육의 힘을 키우는 단계적인 발차기 연습을 해야한다.

### 핀수영 자세
모노핀의 동작은 간단하다. 핀의 특성 중 가장 큰 면은 탄력에 의한 추진력의 극대화로 하체의 추진력은 상체의 저항을 최소화하는 공식에 이르게 된다. 즉 모노핀의 동작은 상체의 저항을 최대로 줄이고 하체의 움직임을 강하게 키우는 원리로 이루어지고 발전되어 왔다. 동작의 시작은 발차기 후에 추진력을 최대로 올리기 위해서 준비하는 동작으로 허리의 유연성과 힘이 강조가 된다. 중간 동작은 하체의 힘으로 추진력을 얻는 동작으로 상체의 움직임은 앞으로 향하고 상하는 리듬을 타기 위해 3cm~10cm의 움직임을 갖는다. 핀수영은 물의 저항을 최소로 하는 데에 역점을 두고 있으므로 전체적인 자세가 거의 일직선을 이루고 핀을 차기 위해 무릎을 약간 구부릴 정도이다. 또 몸 전체가 물의 파도를 타듯이 위아래로 파동을 치며 전진한다. 일반수영과 달리 손은 몸 전체의 자항을 줄이기 위해 머리 앞으로 곧게 뻗고 두 손바닥을 포개어 잡은 후 머리를 양팔사이에 꼭 끼고 수영한다. 또 무릎은 18' 이상 굽히면 물의 저항이 많이 생기므로 너무 많이 굽히지 않아야 한다.

### 잠영의 자세
잠영에는 50m 무호흡잠영과 호흡잠영 두가지가 있다. 이 두가지 다 발차기 방법은 표면동작과 같다. 잠영은 수심 1~1.5m를 유지하며 핀을 차는 것이 가장 효과적이다. 호흡잠영은 공기통을 머리 앞으로 내밀고 수영하는데 이때 공기통과 선수의 몸이 일직선이 되도록하여 저항을 최소로 하는 것이 중요하다.

### 출발(Start) 자세
① 표면수영 : 일반 수영과 똑같으며 최고의 속도와 최소의 저항으로 물속에 빨리 입수하는 것이 중요하다.

② 호흡잠영 : 공기통을 들고 뛰어 들어가야 함으로 표면수영보다 많은 기술과 연습이 필요하다. 입수의 각도는 15'에서 20' 각도의 입수 동작이 효과적인 출발 자세이다.

### 턴(Turn) 방법
일반 수영의 킥턴과 흡사한 턴을 하는데 몇가지 유의 할 점들이 있다. 핀이라는 저항이 큰 물체를 사용하기 때문에 발등과 다리의각도의 90'를 유지하면서 즉 핀과 다리의 각이 90'가 되어야 물의 저항을 줄이고 턴을 효과적으로 할 수 있다. 여유호흡을 항상 가지고 턴을 해야 효과적인 경기운영이 가능하다. 턴 동작시에는 코로 숨을 내뱉고 또 다시 스노클 안의 물을 내뿜어야 되므로 상당히 벅찬 경우가 된다. 충분한 연습으로 극복을 하거나, 턴 전에 충분히 공기를 들여마시는 습관을 가져야 할 것이다.
정지동작에서 스노클을 착용하고 물속에서 호흡연습을 한다. 항상 호흡은 규칙적이어야 하고 입으로만 호흡을 하는 연습이 중요하다. 그 다음에는 발차기를 하면서 호흡연습을 한다. 상체는 고정시키고 발차기 하는데 역점을 둔다.

## 선수층
모든 스포츠가 그렇듯, 훌륭한 선수를 양성하기 위해선 조기에 해당 스포츠에 적합한 체형, 발전가능성을 보고 육성하여야 한다. 핀수영의 경우 특히 발목의 운동범위가 넓을수록 핀을 차는데 유리하므로 최우선의 고려사항이다. 국내의 경우 1981년대에 들어 대한수중협회가 창설된 이래, 체계적인 핀수영 선수를 발굴해왔으며, 서울체고, 경기체고, 인천체고 등의 체육고등학교 및 선안고, 온양고 등의 고등학교 등에서 프로선수들을 양성하고 있다.또한 핀수영부가 있는 대학들로는 용인대, 선문대 등이 있으며, 강원대, KAIST, 이화여대 등의 대학 들에서도 꾸준히 국내 핀수영 대회에 참가하고 있다. 2009년 러시아 상트페테르부르크에서 열린 제 15회 세계핀수영선수권대회에서 이희원(남,성남시청) 선수는 잠영 400m 경기에서 한국 핀수영 역사상 최초로 금메달을 획득하고, 같은 해 대전에서 열린 제 90회 전국체전에서 잠영 400m 경기에서 2.44.66의 기록으로 한국 핀수영 역사상 첫 잠영 세계신기록을 세웠으며, 아시아기록으로는 잠영 800m 경기에서 5.54.47의 기록을 보유하고 있다. 2011년 현재 윤영중(남,서울시청) 선수는 모노핀 표면 200m 경기와 800m 경기에서 각각 1.21.86, 6.21.85의 기록으로 핀수영세계기록을 보유하고 있고, 아시아기록으로는 모노핀 표면 800m경기와 1500m경기에서 각각 6.30.62, 12.34.93의 기록을 보유하고 있다. 또한 아시아 기록으로 바이핀 경기에서 김민정 선수(여)가 50m 경기에서 00.25.16의 기록을, 권다솜 선수가 100m 경기에서 00.54.54의 기록을 보유하고 있다.전문적인 선수들 외에도, 수영장들마다 바이핀 위주의 동아리들이 형성되어 아마추어층도 두터워지고 있다.
신명준은 14일(한국시간) 세르비아 베오그라드에서 열린 2024 세계핀수영선수권대회 남자 잠영 100ｍ 결선에서 31초01의 기록으로 스테판 보로비예프(러시아 출신 개인중립선수·32초03)를 멀찌감치 따돌리고 금메달을 획득했습니다.

## 참고 영상
- 핀수영 소개 & 장예솔선수, 이관호선수, 원린아선수, 김유준선수 인터뷰
- 김보라 선수 모노핀 시범영상[깨진 링크(과거 내용 찾기)]
- Campionati Italiani Primaverili Assoluti 2011 Nuoto Pinnato경기영상
- 2009년 핀수영세계선수권대회 4X100 남자 모노핀 경기영상

## 참고 사이트
- 핀수영 매거진
 http://finswmmer.com%5B깨진+링크(과거+내용+찾기)%5D<br[깨진 링크(<br/ 과거 내용 찾기)] />
- TRITON(핀수영 도구 판매 및 소개) 
http://www.finswimming.net 보관됨 2012-03-17 - 웨이백 머신<br[깨진 링크(<br/ 과거 내용 찾기)] />
- 대한수중협회 
http://kua.sports.or.kr 보관됨 2012-02-14 - 웨이백 머신

## 관련 기사
- 'Finswimming: Athletes who swim like mermaids',BBC news,2 April 2011. 
http://www.bbc.co.uk/news/uk-12946144
- 비공인 세계신 이희원 '핀수영의 박태환',스포츠 서울,2009.10.22. 
http://news.sportsseoul.com/read/sports/756057.htm?imgPath=sports/sports/2009/1022/%5B깨진+링크(과거+내용+찾기)%5D